# トム・ペストック
トム・ペストック（Thomas Pestock、1984年9月13日 - ）は、アメリカ合衆国のプロレスラー。カンザス州レネックサ出身。WWEでプロレスデビュー。バロン・コービン（Baron Corbin）のリングネームでWWEでのキャリアのほとんどをヒールとして活動した。保安官や王様、嫌味な成金などこなしたキャラクターは幅広い。2019年にはカート・アングルの引退試合の相手を務めた。

## 来歴
学生時代はプロ選手を目指しアメリカンフットボールに取り組む。ボクシング、ブラジリアン柔術、総合格闘技といった格闘技も経験している。
特にアメリカンフットボールではオフェンシブラインマンオールMIAAチームに選出されるなど活躍。ボクシングでもゴールデングローブの地区王者に2度輝いている。

### NFL
NFLドラフトで指名漏れとなるも、2009年4月にルーキー・フリーエージェントとしてNFLのインディアナポリス・コルツと契約した。しかし最終的には9月にリリースされた。同年12月にはアリゾナ・カージナルスにプラクティス・スクワッドとして入団したが、トレーニングキャンプで乱闘騒ぎを起こす。格闘技で鍛えてきた強さから「カージナルスのパウンド・フォー・パウンド」と呼ばれたが、ロスターに昇格することはできなかった。最終的には公式戦への出場はなく2011年にリリースされた。

### WWE

#### NXT(2012〜2014)
2012年8月、アメリカのプロレス団体であるWWEに入団。10月18日にWWE内の育成ブランドNXTにてバロン・コービン（Baron Corbin）のリングネームでプロレスデビュー。
2014年4月にバイカーギミックを始めるが、それをきっかけとして快進撃が始まる。9月11日、Takeover Fatal 4 WayではCJパーカーを相手に秒殺勝利し 。15日にもCJパーカーと再戦し2度目の秒殺勝利をすると、その後も多くのレスラー相手に秒殺での連勝を続け、そのうちに観客による勝利するまでのカウントを数えるチャントが恒例となる。11月にはブル・デンプシーにライバル意識を持たれるようになり、デンプシーも同様に秒殺勝利を重ねていくようになる。12月11日、Takeover R Evolutionにてタイ・デリンジャーに対する秒殺勝利後にはデンプシーと睨み合う展開へとなった。
2015年1月14日、そのブル・デンプシーと直接対決が行われる。巨体のデンプシーがトップロープから放ったダイビング・ヘッドバットを避け、エンド・オブ・デイズを決めて勝利した。同月28日にはNXT王座挑戦者決定トーナメント1回戦での両者の再戦においても勝利した。しかし2月4日、準決勝にてエイドリアン・ネヴィルとの対戦中、デンプシーの襲撃を受け敗戦。この結果、デンプシーとの因縁は深まり、同月11日の特番にてNXT初のノーDQマッチを行われ、勝利で飾った。
5月20日の特番、Takeover Unstoppableではライノに勝利するも、8月22日のTakeover Brooklynではサモア・ジョーのコキーナ・クラッチで敗北した。
9月2日より開始されたダスティ・ローデス・タッグクラシックにライノと組んで出場。決勝はフィン・ベイラー & サモア・ジョー組との対戦となったが、ライノが相手の必殺技を立て続けに受け敗戦。準優勝に終わった。
12月16日、Takeover Londonにてアポロ・クルーズと対戦。序盤は劣勢も、クルーズを入場用の階段に叩きつけると流れは一転。終盤のスタンディング・ムーンサルトプレスを堪え、最後にはエンド・オブ・デイズを決めて勝利した。

#### メインロースター昇格後。ローン・ウルフ時代(2016〜2018)
2016年4月3日、Wrestle Mania 32にてアンドレ・ザ・ジャイアント記念バトルロイヤルに出場。終盤に強敵ケインを脱落させて優勝、そのままメインロースターに昇格した。キャラクターはNXT時代と同じ"一匹狼(Lone wolf)"という凶暴な悪役であった。
2017年6月18日、Money in the Bank 2017にてマネー・イン・ザ・バンク・ラダー・マッチに出場。 終盤にAJスタイルズと中邑真輔がラダー頂上で争っているところを、ラダーごと倒して両者を排除。そのままアタッシュケースを獲得した。
8月15日、SmackDownにてジンダー・マハル vs ジョン・シナの試合に乱入。試合で消耗したWWE王者マハルに対し、いつでも王座に挑戦できるというマネー・イン・ザ・バンクの権利を行使。しかし、シナに気を取られた隙にマハルに丸め込まれ秒殺敗戦。最高王座獲得に失敗した。
10月8日、Hell in a Cell 2017にてUS王者AJスタイルズに3WAY戦で挑戦し、AJスタイルズのデリンジャーへのフォールを横取りする形で勝利。自身のキャリア初の王座を獲得した。

#### "保安官"コービンなど(2018〜)
2018年6月11日RAWにて髪型を長髪から丸坊主にし、コスチュームもスーツ姿というそれまでのイメージから一新した姿で登場。コミッショナーであるステファニー・マクマホンの代理となる保安官(Constable)として番組を取り仕切る事を宣言、"権力の手先"の悪役として活動していく。
9月には自らの権力を用いて、自身とローマン・レインズとのユニバーサル王座戦を組んだが、窮地で椅子攻撃を行い反則負けとなる。直後にnoDQ戦に変更して無理に試合を再開するも、スピアでフォール負けし王座獲得に失敗した。また保安官から暫定GMに昇格していたコービンであったが、12月17日のRawにてカート・アングル組との1対4の不利なハンデ戦に敗れたことで、GMの地位を追われ、権力を失った。
2019年にはその因縁あるカート・アングルから引退試合の相手として指名され、4月のレッスルマニア35で対戦。コービンが勝利し引導を渡した。
2019年夏にかけてはユニバーサル王者のセス・ロリンズと抗争を繰り広げる。6月の特番"ストンピング・グラウンド"ではメインイベントでロリンズに挑戦するが、王座獲得に失敗した。
翌月のエクストリーム・ルールズ2019ではレイシー・エヴァンスと組み、セス・ロリンズ&ベッキー・リンチ組と対戦。ロリンズとリンチはRAWの男女の最高王座をそれぞれ保持しており、また実生活でも交際していた。この試合は男女の両王座をかけたnoDQのタッグ戦という特殊な試合形式の王座戦であった。
当時のWWEではミックスドマッチでも男子レスラーが女子レスラーを攻撃することはなかった。しかしコービンはベッキー・リンチにフィニッシャーのエンド・オブ・デイズを決める。実の恋人への攻撃に激怒したロリンズから執拗に凶器攻撃を受けた後、ストンプ3連発を浴びて敗戦した。
2019年の9月にはキング・オブ・ザ・リングで優勝し、リングネームをキング・コービン (King Corbin）へと変更。王冠をかぶり、王座を従者らに担がせて入場する傲慢な悪役として活動を始める。
その年の11月からはWWE最大のベビーフェイスの1人であるローマン・レインズとの抗争を開始。12月6日にはレインズを手錠でリングポストに固定し、彼のニックネームである「大型犬」（The Big Dog）にちなんで顔面にドッグフードを塗りつける挑発的な行為を行った。12月15日に開催された特番TLC2019における2人のノーDQルールのシングル戦では、ドルフ・ジグラーらの援護を受け4対1の有利な状況を作り出したうえで、パイプ椅子の上でエンド・オブ・デイズを決めて勝利を収めた。
2020年1月のロイヤル・ランブル2020ではフォール・カウント・エニウェア戦で再戦。その試合形式を生かしMLBチームヒューストン・アストロズの本拠地ミニッツ・メイドパークのあちこちに移動しながら激しい打撃戦を行った。一時はドルフ・ジグラーらの介入により勝利に近づくも、公衆トイレに閉じ込められ横倒しにされるなどの攻撃を受けた後、最終的には三塁側ベンチの屋根上でスピアを浴びて敗北した。
同月31日には敗者がドッグフードを食べるという条件でレインズ組との6人タッグ戦が行われた。敗れたコービンは手錠で固定された上で、ドッグフードを全身に塗りたくられた。レインズは12月に自身が受けた仕打ちをそのままコービンにやり返した格好となった。この一連の出来事はYouTube上でも注目を集め、2020年のWWE公式チャンネルにおいて最も視聴された動画の一つに選出された。また、翌年公開されたこの試合のフルマッチ動画は1億回以上の再生回数を記録している。
2021年6月には王冠をかけた中邑真輔とのシングル戦に敗北。王冠と王位を中邑に奪われ、リングネームをバロン・コービンに戻した。

## その他
サッド・コービン("Sad" Corbin)時代、夜中2時頃にビンス・マクマホンからメッセージが届き、みすぼらしさを演出するために「しばらくの間、髪の毛やヒゲを剃らないように」という指示が下ったという。指示通りに過ごして3週間ほどで髪やヒゲが伸び放題となったが、やむなくその風貌で娘が通う私立学校を訪れた際には、その外見について「仕事の一環で」と釈明をするも、教師らには怪訝そうな顔をされたという。

## 得意技

### フィニッシュホールド
エンド・オブ・デイズ
走り込んできた相手を自身の右腕で相手の首に巻き付けて、相手の足が走ってきた勢いのまま浮き上がるこの状態で担ぎ上げて一旦停止し、背面から倒れ込みながら振り子で相手の身体を180°後方に縦回転させて顔面からマットに叩きつけるスウィング式の変形コンプリート・ショット。
ディープシックス
相手を担いた勢いのまま旋回してバックドロップで落とす。主に走ってきた相手に対してカウンターで仕掛ける。
初期はサイドスラムの体勢で使用。

### その他得意技
チョークスラム・バックブリーカー
チョークスラムの体勢で持ち上げた後、自分の膝に落とす。
チョークホールドSTO
相手の首の掴んで仕掛ける変形STO。
スネークアイズ
相手をボディスラムのようにうつ伏せに肩に担いで中空に放り投げ、顔面をターンバックルに叩き付ける。
ナックルパンチ
クローズライン
ドリーム・クラッシャー
相手にリングコーナーに振られた際、その勢いのままリング下にスライディングし、素早く相手の背後に回ってリングインして仕掛けるラリアット。
ボディ・アバランシュ
ショルダー・ブロック
ベアハッグ
スープレックス
スーパープレックス
スパイン・バスター

## 獲得タイトル
WWE
- WWE US王座 : 1回

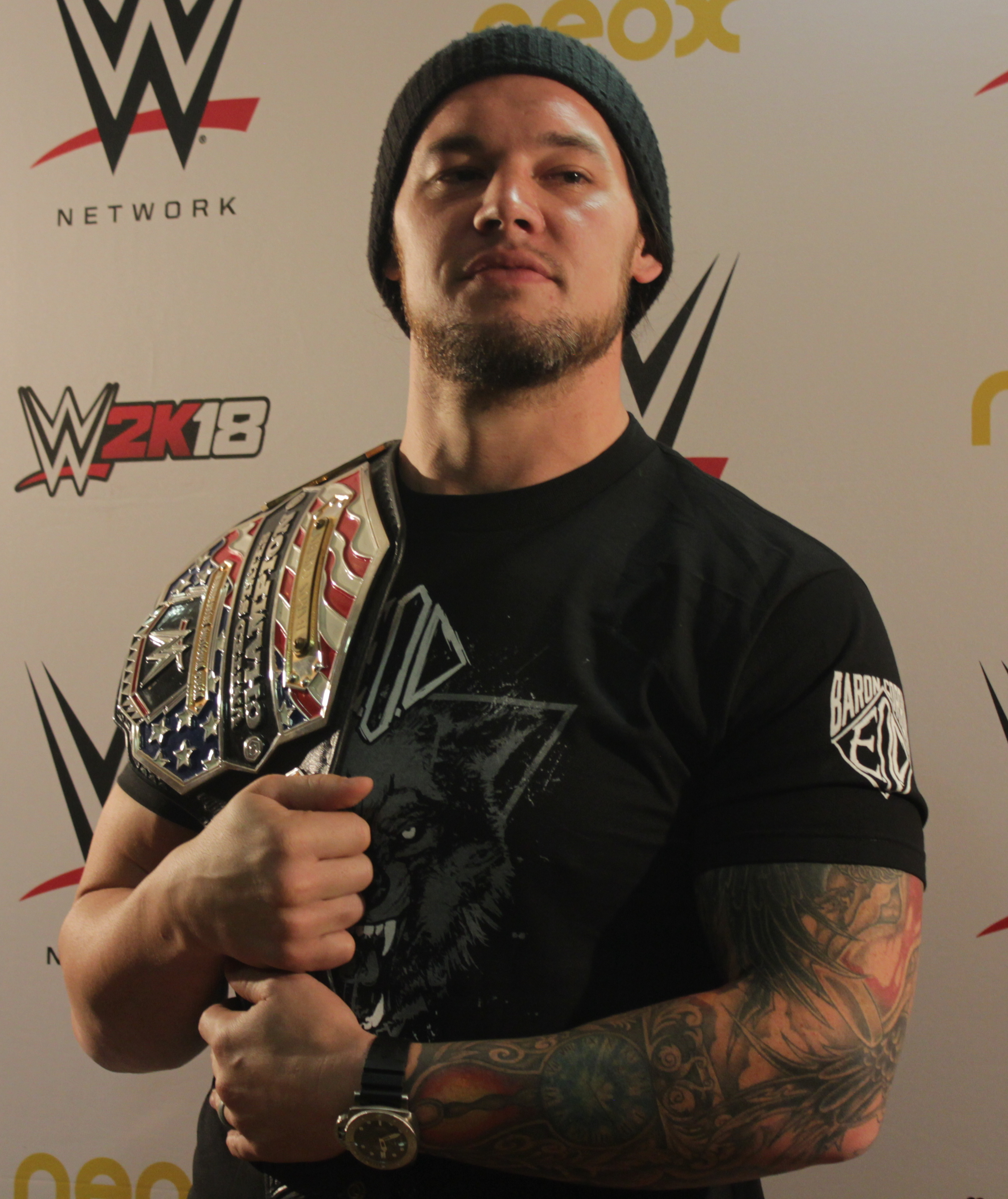
WWE US王座

- アンドレ・ザ・ジャイアント・メモリアル・バトルロイヤル : 2016年優勝
- Mr.マネー・イン・ザ・バンク : 2017年
- キング・オブ・ザ・リング : 2019年優勝

## 入場曲
- Echoes
- Fierce Days
- Superhuman
- New Rules
- I Bring the Darkness (End of Days)
- King's Darkness
- The Good Life
- Get Ready Ready - 現在使用中